# Tautología (retórica)
En retórica, una tautología (del griego ταυτολογία, decir lo mismo) es una afirmación obvia, vacía o redundante. Es repetición de un pensamiento expresado de distintas maneras, por ejemplo: «Como dijo Rafael Guerra, lo que no puede ser, no puede ser, y además es imposible». Algunas veces se la puede considerar repetición inútil y viciosa.
En filosofía y otras áreas de las ciencias humanas, se dice que un argumento es tautológico cuando se explica por sí mismo, a veces incluso «está de más, sobra». Del mismo modo, un sistema es caracterizado como tautológico cuando no presenta salidas a su propia lógica interna.
En la retórica, la redundancia suele entenderse como falta de estilo, aunque a veces se utiliza intencionadamente con propósito enfático. Por ejemplo, «lo vi con mis propios ojos». En este sentido, también se la puede considerar pleonasmo.
Cuando mediante la tautología retórica se pretende enunciar una explicación y esa explicación es evidentemente redundante, sin aportar más conocimiento, se denomina perogrullada: «El ser es lo que es». Como la rima, en ocasiones la función del pleonasmo es instructiva, para reforzar la memoria de un tema.[cita requerida]